# Tinna Gunnlaugsdóttir
Tinna Gunnlaugsdóttir, islandska igralka, * 18. junij 1954, Islandija.
Je islandska igralka. Od leta 1981 je nastopila v dvanajstih filmih, med drugim tudi v filmu Kot v nebesih, ki je bil leta 1992 prikazan zunaj konkurence na filmskem festivalu v Cannesu. Je sestra režiserja Hrafna Gunnlaugssona. Njen mož je pevec, igralec in skladatelj Egill Ólafsson. Med letoma 2005 in 2015 je bila umetniška direktorica Nacionalnega gledališča Islandije.

## Izbrana filmografija
- Razbojnik (1981)
- Atomska postaja (1984)
- Kul jazz in kokosi (1985)
- V senci krokarja (1988)
- Kot v nebesih (1992)
- Čast hiše (1999)